# آگیلار ۱۸۰۰
سیارک ۱۸۰۰ (به انگلیسی: 1800 Aguilar، نامگذاری:1950RJ) هزار و هشتصدمین سیارک کشف شده‌است که در ۱۲ سپتامبر ۱۹۵۰ کشف شد.
قدر مطلق سیارک برابر ۱۲٫۶۰ است.